# Jeff Healey
Jeff Healey, nome completo Norman Jeffrey Healey (Toronto, 25 marzo 1966 – Toronto, 2 marzo 2008), è stato un chitarrista canadese.
Cieco dall'età di un anno a causa di un retinoblastoma, era noto per la sua particolare tecnica di esecuzione chitarristica, che lo vedeva seduto con la Stratocaster appoggiata sulle ginocchia.

## Biografia
Ammalatosi all'età di un anno di un retinoblastoma, Jeff Healey sconfisse la malattia ma divenne cieco. Ciò non gli tolse comunque l'opportunità di dedicarsi alla musica e di imparare i rudimenti della tecnica slide e del blues fin dall'età di tre anni. Già a sei comincia ad esibirsi in pubblico, mentre è nel 1985 che sale sul palco con Allen Collins (Lynyrd Skynyrd) il quale, sbalordito dalla sua bravura, lo invita ad una jam session con Stevie Ray Vaughan.
Grazie all'esibizione, il chitarrista si guadagna molte offerte d'ingaggio e, dopo aver prodotto il singolo del brano See the Light nel 1986, due anni dopo (1988) pubblica il suo primo album See the Light con la Jeff Healey Band (composta da Joe Rockman al basso e Tom Stephen alla batteria). L'incisione contiene una serie di composizioni e cover che attraversano il Blues, il Funk ed il Pop.
Due anni dopo, Hell to Pay tenta di ripetere la formula dell'album precedente, con un sound che però concede maggiormente alla logica del mercato e con ospiti come Mark Knopfler (I Think I Love You Too Much) e George Harrison (in una versione di While My Guitar Gently Weeps). Il tour che segue porta la Jeff Healey Band in giro per il mondo, condividendo il palco con numerosi gruppi, tra cui gli ZZ Top, dei quali tra l'altro aveva inciso una versione di Blue Jeans Blues nell'album See the Light.
Gli album successivi non ebbero i successi del precedente. Feel This si segnala per le numerose cover e un cast piuttosto ampio di artisti che vi hanno partecipato, mentre Cover to Cover è un omaggio alle sue muse ispiratrici che passa in rassegna artisti come Robert Johnson, Beatles, Jimi Hendrix e Creedence Clearwater Revival.
Dopo un paio di antologie ed una esibizione a Montreux nel 1998, che sarà poi documentata nel Live at Montreux del 2005, ritorna con il disco Get Me Some. È probabilmente in questo periodo che comincia ad impegnarsi nella tromba per iniziare ad esplorare il mistico Jazz degli anni '20 e '30. È con questo spirito che pubblicò Adventures in Jazzland del 2004 e It's Tight Like That del 2006, entrambi dischi di sole cover salutati con entusiasmo da critica e da pubblico.
Nel 2006 appare anche nell'album Gillan's Inn nella canzone dei Deep Purple When A Blind Man Cries, accompagnando anche la Ian Gillan Band in alcune date. È da ricordare inoltre la sua partecipazione al film Il duro del Road House con Patrick Swayze e Ben Gazzara, dove interpretava la parte di Cody, chitarrista e cantante del gruppo che intratteneva i clienti del locale "Double Deuce". La colonna sonora del film contiene numerose esecuzioni di classici del rock ad opera della band.
Jeff Healey muore il 2 marzo 2008 a Toronto all'età di 41 anni a causa di un tumore: il Retinoblastoma che si era riformato l'anno precedente. Healey era sposato e aveva due figli.
A pochi mesi dalla sua scomparsa viene pubblicato il postumo Mess of Blues che, offrendo sia pezzi dal vivo che in studio, non solo presentò un cast di ospiti degno di Hell to Pay, ma ritornò con successo al sound blues che aveva fatto la fortuna di See the Light.

## Discografia

### Album con The Jeff Healey Band
- 1988 - See the Light
- 1988 - The Cotton Club Atlanta 1988 (Live)
- 1989 - Roadhouse Soundtrack
- 1990 - Hell to Pay
- 1992 - Feel This
- 1995 - Cover to Cover
- 1998 - Very Best of Jeff Healey
- 1999 - Master Hits Remastered
- 2000 - Get Me Some
- 2004 - Live at Montreux (Live)

### Album da solista
- 2002 - Among Friends
- 2004 - Adventures in Jazzland
- 2006 - It's Tight Like That (Con The Jazz Wizzards)
- 2008 - Mess of Blues
- 2009 - Songs From the Road
- 2010 - Last Call (Con Drew Jurecka e Ross Wooldridge)
- 2016 - Heal My Soul

## Filmografia
- Il duro del Road House (Road House), regia di Rowdy Herrington (1989)